# إيكا زغولادزي
إيكا زغولادزي (بالجورجية: ეკატერინე ზღულაძე) (بالأوكرانية:  Екатеріна Згуладзе)، ولدت في 18 يونيو 1978 في تبليسي، آنذاك في الاتحاد السوفييتي، هي سياسية جورجية وأوكرانية. شغلت لأول مرة في جورجيا نائب وزير الداخلية 2005-2012، ثم وزير الداخلية بالنيابة من يوليو إلى أكتوبر 2012. وبعد حصولها على المواطنة الأوكرانية، شغلت منذ ديسمبر 2014 نائب وزير الداخلية أوكرانيا في حكومة أرسيني ياتسينيوك الثانية.

## حياتها

### طفولتها ودراستها
وصفت إيكا نفسها عند صغرها بأنها «مضطربة»، تم تحسنت، وخاصة بعد رؤية تحطم التمرد الجورجي من قبل القوات السوفياتية في عام 1989. درست القانون لمدة عام في جامعة ولاية أوكلاهوما ومن ثم أتمت دراستها في بلدها الأصلي.

## الحياة السياسية
عملت لأول مرة كمترجمة في المنظمات الدولية.
عينت نائب وزير الداخلية في جورجيا في عام 2005، وأصلحت قطاع الشرطة، وشاركت في تصفية قوات الشرطة من الموالين للاتحاد السوفييتي، ولا سيما عن طريق استبدال 20000 من المسؤولين السابقين «المشتبه بهم» حسب المجندين الشباب وتحول عددهم من 85000 إلى 23000. وشاركت أيضا في عملية دمج الشرطة، والخدمات السرية ولجنة أمن الدولة السابق. وتصدت كذلك للفساد والجريمة المنظمة. بعد فضيحة إساءة معاملة سجناء التي تلقاها وزير الداخلية في منصبه، باجو أخلايا، استقال في 20 سبتمبر وعُينت إيكا زغولادزي على رأس الوزارة.
بعد حصولها علي الجنسية الأوكرانية في ديسمبر 2014 وتخلت عن الجنسية الجورجية في نفس الوقت، تم تعيينها بعد بضعة أيام نائب وزير الداخلية لأوكرانيا في الحكومة أرسيني ياتسينيوك الثانية، استنادا إلى نجاحها في محاربة فساد الشرطة الجورجية. وبالتالي أصبحت أول امرأة تشغل منصبين في حكومتي بلدين مختلفين.